# Guébestroff
Guébestroff é uma comuna francesa na região administrativa de Grande Leste, no departamento de Mosela. Estende-se por uma área de 3,81 km². Em 2010 a comuna tinha 57 habitantes (densidade: 15 hab./km²).